# Station Rimmen
Station Rimmen is een station iets ten noorden van Nielstrup in de Deense gemeente Frederikshavn. 
Het oorspronkelijk station aan de lijn Frederikshavn - Skagen dateert uit 1890 en is een ontwerp van de architect Thomas Arboe. Het gebouw is niet meer als station in gebruik. In 2008 werd het perron vernieuwd waarbij een abri is geplaatst.